# Suburbia (musikgrupp)
Suburbia är ett svenskt poprockband. Bandet bildades 2001 i Trollhättan, Sverige. Bandet har under sina år hunnit dela scen med band som The Hellacopters, Backyard Babies, Millencolin, Kristian Anttila och Salem Al Fakir.
Suburbia har givit ut fyra skivor på eget bolag, i USA är det bolaget CDBaby som ger ut bandets musik, varav senast hösten 2011, albumet "Assemble". Både "Assemble" och dess föregångare "Crash", lovordades i svenska och amerikanska tidningar och hyllades av webzines som Alternative Addiction och MelodicRock.com med mera. Skivorna distribueras genom allt från Amazon och BestBuy i USA, till CDon och Åhlens i Sverige.
2006 blev bandets låt "Make Me Feel Alive" en av de mest spelade på Sveriges Radio P4. Samma sommar uppmärksammades bandet på allvar i resten av världen då deras låt "Easier To Dream" hamnade på andra plats i musikkanalen VH1:s "Song Of The Year" , där bland andra Norah Jones, Tim Palmer (U2:s producent) och Sheila E (Princes producent) satt som jury. Det var en tävling för osignade band där själva låten sattes i centrum framför produktion.
2009 medverkade Suburbia i Noel Hudsons bok The Band Name Book.

## Bandmedlemmar
- Magnus Sörensen - sång/gitarr
- Ulrik Hedin - gitarr
- Daniel Tibell - trummor
- Simon Lundin - bas

## Diskografi

### Assemble (2011)
Skivnr: SUB04
1. Assemble
2. Something Going On
3. Divided
4. Coming Up For Air
5. When The Lights Go Out
6. Break-Up Note
7. All In Your Head
8. Bombs
9. Not Giving You Up
10. This Time Around

### EP: Crash (2008)
Skivnr: SUB03
1. Nothings Changing
2. Sleep
3. The Best Of Me
4. Coming Home
5. Revolve
6. BONUS TRACKS:
7. Easier To Dream (acoustic)
8. Sleep (acoustic)
9. Revolve (acoustic)
10. This Time Around (acoustic)
11. Die Tonight (acoustic)
12. Make Me Feel Alive (acoustic)

### Songs For A Perfect Mixtape (2006)
Skivnr: SUB02
1. On The Run
2. Easier To Dream
3. Falling Apart
4. Natalie Says
5. Don't Let Them Make Up Your Mind
6. Frequency
7. This Love (Is Tough On Me)
8. (You're Gonna) Die Tonight
9. When I'm Worth Nothing At All

### There's Two Sides Of Everything (2004)
Skivnr: SUB01
1. Make Me Feel Alive
2. I'm So Tired Of Saving The World
3. Leave When You Want To
4. Stuck In The 80's
5. This Time Around
6. Break-Up Note
7. I'm Still Here
8. Breathe
9. Everything's Wrong
10. Out Of Time